# Munheung-dong
Munheung-dong (koreanska: 문흥동)  är en stadsdel i stadsdistriktet Buk-gu i staden Gwangju i den sydvästra delen av Sydkorea,  260 km söder om huvudstaden Seoul.

## Indelning
Administrativt är Munheung-dong indelat i:
| Namn    | Namn                | Yta km² | Invånare 31 dec 2020 |
| ------- | ------------------- | ------- | -------------------- |
| 문흥1동 | Munheung 1(il)-dong | 2,14    | 16 497               |
| 문흥2동 | Munheung 2(i)-dong  | 0,80    | 16 372               |